# Kashin (thị trấn)
Kashin (tiếng Nga: Ка́шин) là một thị trấn và thủ phủ của quận Kashinsky ở Tver Oblast, Nga. Tính đến năm 2010, dân số của thị trấn là 16,171 (Điều tra dân số 2010); năm 2002 là 17,299 (Điều tra dân số 2002); năm 1989 là 21,186 (Điều tra dân số năm 1989); năm 1970 là 18,000.